# Каюга (Північна Дакота)
Каюга (англ. Cayuga) — місто (англ. city) в США, в окрузі Сарджент штату Північна Дакота. Населення — 40 осіб (2020).

## Географія
Каюга розташована за координатами 46°4′34″ пн. ш. 97°23′4″ зх. д. / 46.07611° пн. ш. 97.38444° зх. д. (46.076084, -97.384439).  За даними Бюро перепису населення США в 2010 році місто мало площу 2,55 км², уся площа — суходіл.

## Демографія
Згідно з переписом 2010 року, у місті мешкало 27 осіб у 13 домогосподарствах у складі 10 родин. Густота населення становила 11 осіб/км².  Було 26 помешкань (10/км²).
Расовий склад населення:
| - 100,0 % — білих |

До двох чи більше рас належало 0,0 %. Частка іспаномовних становила 0,0 % від усіх жителів.
За віковим діапазоном населення розподілялося таким чином: 3,7 % — особи молодші 18 років, 74,1 % — особи у віці 18—64 років, 22,2 % — особи у віці 65 років та старші. Медіана віку мешканця становила 55,5 року. На 100 осіб жіночої статі у місті припадало 145,5 чоловіків;  на 100 жінок у віці від 18 років та старших — 136,4 чоловіків також старших 18 років.
Середній дохід на одне домашнє господарство  становив 65 543 долари США (медіана — 29 375), а середній дохід на одну сім'ю — 72 953 долари (медіана — 36 250). За межею бідності перебувало 23,3 % осіб, у тому числі 0,0 % дітей у віці до 18 років та 0,0 % осіб у віці 65 років та старших.
Цивільне працевлаштоване населення становило 25 осіб. Основні галузі зайнятості: освіта, охорона здоров'я та соціальна допомога — 32,0 %, роздрібна торгівля — 16,0 %, виробництво — 16,0 %.